# Knooppunt Gladsaxe
Knooppunt Gladsaxe (Deens: Motorvejskryds Gladsaxe) is een knooppunt in de Deense hoofdstad Kopenhagen tussen de Hillerødmotorvejen richting Hillerød en Kopenhagen en de Motorring 3, een ringweg van Kopenhagen. Het knooppunt is genoemd naar de plaats Gladsaxe, die in de buurt van het knooppunt ligt.
Het knooppunt is uitgevoerd als een klaverbladknooppunt. 
| Aansluitende wegen | Aansluitende wegen | Aansluitende wegen   | Aansluitende wegen | Aansluitende wegen     |
| ------------------ | ------------------ | -------------------- | ------------------ | ---------------------- |
|                    |                    | 16 richting Hillerød |                    | richting Helsingør     |
|                    |                    |                      |                    |                        |
|                    |                    |                      |                    |                        |
|                    |                    |                      |                    |                        |
|                    |                    | richting Køge        |                    | 16 richting Kopenhagen |

Aalborg Centrum · Aalborg Nord · Aalborg Syd · Århus Nord · Århus Syd · Århus Vest · Avedøre · Ballerup · Brøndby · Fredericia · Gladsaxe · Herning · Herning Syd · Ishøj · Kliplev · Køge Vest · Kolding · Kolding Vest · Kongens Lyngby · Nørresundby Centrum · Odense · Rødovre · Skærup · Taastrup · Vallensbæk · Vendsyssel